# Rathaus (Pleinfeld)

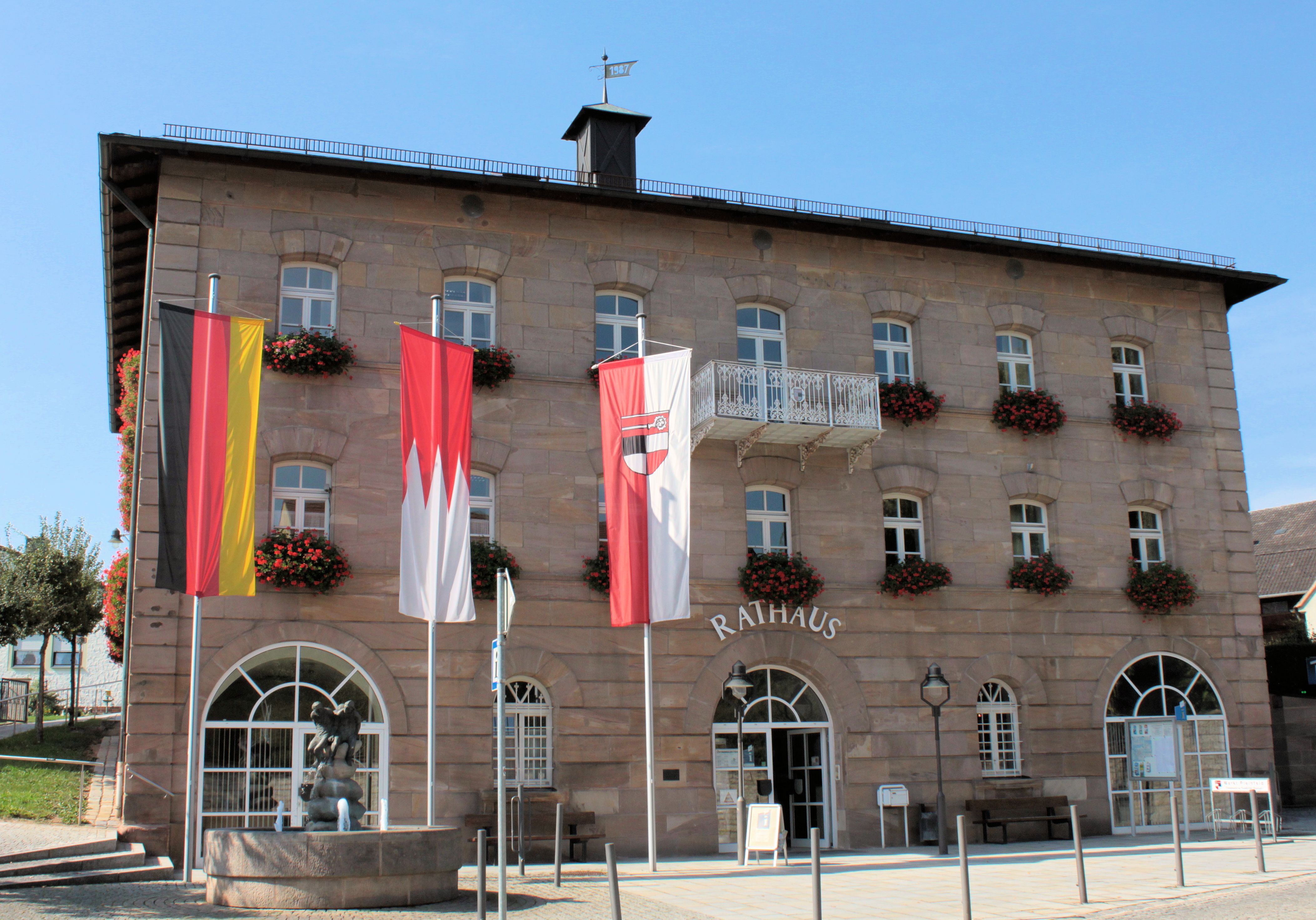
Das Rathaus vom Marktplatz aus gesehen (2011)

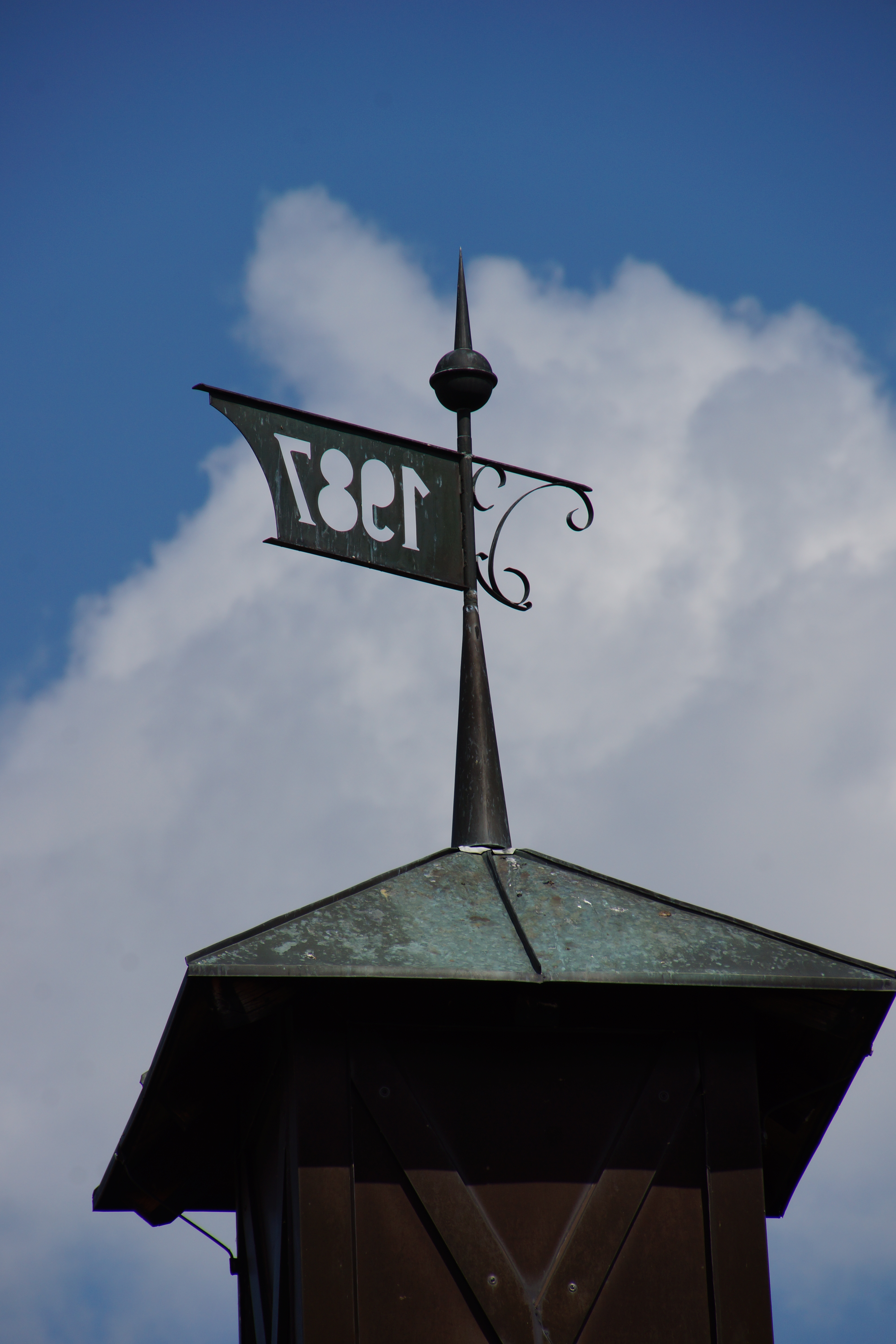
Windfahne auf dem Rathausdach

Das Rathaus Pleinfeld befindet sich am Marktplatz in Pleinfeld, eine Marktgemeinde im mittelfränkischen Landkreis Weißenburg-Gunzenhausen. Das Gebäude mit der Adresse Marktplatz 11 ist unter der Denkmalnummer D-5-77-161-27 als Baudenkmal in die Bayerische Denkmalliste eingetragen.
Das Bauwerk befindet sich im Altort Pleinfelds am westlichen Ende des Marktplatzes und unweit der Befestigungsanlage in Nachbarschaft zum Spalter Tor auf einer Höhe von 379 m ü. NHN. Die Straße vor dem Rathaus ist platzartig angelegt. Dort steht der Drei-Müller-Brunnen zum Gedenken an die im Großen Brombachsee „versunkenen“ Mühlen. Rückwärtig zum Gebäude befinden sich Parkplätze und eine Grünanlage. An der Nordseite wurde ein Luftschutzraum errichtet, der derzeit als Tiefgarage dient.
Der dreigeschossige Sandsteinquaderbau besitzt ein Walmdach sowie ein Sockelgeschoss und rustizierte Ecklisenen. Das Gebäude wurde 1878 errichtet. Eine umfassende Sanierung unter dem Architekten Reiner Joppien folgte in den 1980er Jahren. Auf dem Dach ist eine Windfahne angebracht.
Der Balkon ist von 1880 und wurde von 2024 bis 2025 renoviert.
Im Gebäude ist neben der Marktverwaltung auch die Kultur- und Touristinformation im Erdgeschoss untergebracht.